# Alki Zei
Alki Zei (gr. Άλκη Ζέη) (ur. 15 grudnia 1925 w Atenach, zm. 27 lutego 2020) – grecka pisarka.

## Życiorys
Zei urodziła się w Atenach, ale dzieciństwo spędziła na wyspie Samos, skąd pochodziła jej matka. Ukończyła filozofię na Uniwersytecie w Atenach, szkołę dramatyczną w Konserwatorium Ateńskim oraz studia na wydziale scenografii w Instytucie Kinematografii. Jako uchodźca polityczny w latach 1954–1964 mieszkała z mężem Giorgosem Sevastikoglou w Związku Radzieckim. W 1964 roku wraz z rodziną wróciła do Grecji, ale w 1967 roku po przejęciu władzy przez juntę wyjechała do Paryża. Do kraju wróciła dopiero w 1981 roku.

## Twórczość
Pierwszą autobiograficzną powieść nawiązującą do dzieciństwa na wyspie Samos wydała w 1963 roku. Nosiła ona tytuł Wildcat Under Glass i została przetłumaczona na 35 języków. W 1987 roku wydała pierwszą powieść dla dorosłych Achilles’ Fiancée. Jej książki zostały przetłumaczone na wiele języków. Trzykrotnie otrzymywała nagrodę Mildreda Batcheldera dla najlepszych książek dla dzieci przetłumaczonych na język angielski i wydanych w USA w danym roku.
- 1963 – Το Καπλάνι της Βιτρίνας (The Tiger in the Shop Window lub Wildcat Under Glass)
- 1971 – Ο μεγάλος περίπατος του Πέτρου (Petros’ War)
- 1987 – Η αρραβωνιαστικιά του Αχιλλέα (Achilles’ Fiancée)
- 1975 – Ο θείος Πλάτων (Uncle Plato)
- 1979 – Τα παπούτσια του Αννίβα (Hannibal’s Shoes)
- 2002 – Η Κωνσταντίνα και οι αράχνες της (Constantina and her spiders)

## Nagrody
- 1970 – nagroda Mildreda Batcheldera za książkę Wildcat Underr Glass[7]
- 1974 – nagroda Mildreda Batcheldera za książkę Petros’ War[8]
- 1980 – nagroda Mildreda Batcheldera za książkę The Sound of the Dragon’s Feet[8]
- 2004 – nominacja do nagrody im. Hansa Christiana Andersena[9]
- 2004, 2009, 2015 – nominacja do nagrody im. Astrid Lindgren
- 2010 – nagroda za całokształt twórczości przyznana przez Ateńską Akademię Nauk[2]
- 2014 – doktorat honoris causa Uniwersytetu Arystotelesa w Salonikach[2]
- 2015 – doktorat honoris causa na Uniwersytecie Patraskim[2]